# مایمچا
مایمچا (روسی: Маймеча, Медвежье) یک رودخانه در سرزمین کراسنویارسک کشور روسیه است.